# Mine de Mamatwan
 (février 2018).
Si vous disposez d'ouvrages ou d'articles de référence ou si vous connaissez des sites web de qualité traitant du thème abordé ici, merci de compléter l'article en donnant les références utiles à sa vérifiabilité et en les liant à la section « Notes et références ».
La mine de Mamatwan est une mine de manganèse à ciel ouvert située en Afrique du Sud, dans la province du Cap-Nord. En 1981, on estimait ses réserves à 433 millions de tonnes de minerai de manganèse à 40%